# Mitsubishi 3000GT
El Mitsubishi 3000GT es un automóvil deportivo con carrocería liftback de dos puertas. Está equipado con un motor V6 delantero con tracción total o delantera, producido y comercializado por el fabricante japonés Mitsubishi Motors desde 1990 hasta 2000. Era fabricado en la planta de Nagoya, Japón. Sus cuatro versiones se comercializaron en el mercado doméstico como GTO; y globalmente como Mitsubishi 3000GT. El Dodge Stealth es un modelo de ingeniería de marca mecánicamente idéntico, el cual se vendió en América del Norte entre 1991 y 1999, con versiones de los años 1991 a 1996, a la vez que el Mitsubishi 3000GT.

## Visión general

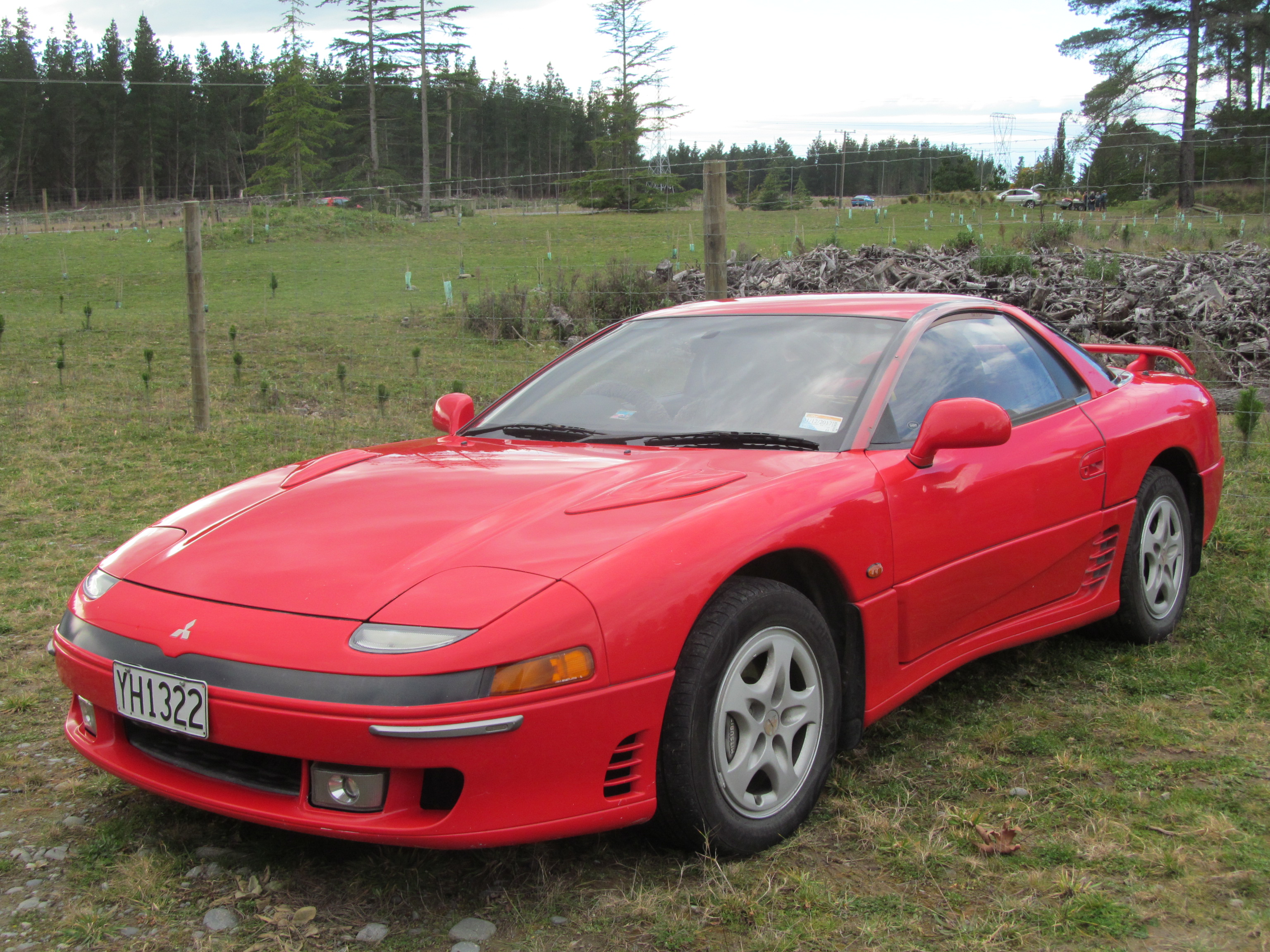
GTO de 1991.

Fue presentado por primera vez al público en el Salón del Automóvil de Tokio de 1989, después de haber sido diseñado por Masaru Suzuki.
Como esfuerzo de colaboración entre FCA US y Mitsubishi Motors, la empresa estadounidense se encargó del estilo exterior del Stealth. Tanto el GTO como el 3000GT y el Stealth se basaron en la plataforma del Mitsubishi Sigma/Diamante, conservando sus motores V6 de 2972 cm³ (3 L; 181,4 plg³) y 24 válvulas montados transversalmente, así como el diseño de la tracción delantera.
Los motores del GTO eran de aspiración natural o biturbo, los cuales también estaban disponibles con aerodinámica activa, es decir, ajuste automático de los alerones delantero y trasero, dirección en las cuatro ruedas, tracción total permanente y suspensión adaptativa. Mitsubishi también comercializó una variante con techo duro retráctil, diseñada y convertida a partir de modelos cupé en California por la American Specialty Cars (ASC), y vendida como el GTO Spyder o el VR4 Spyder para los modelos de los años de 1993 a 1995, con 84 unidades adicionales vendidas en 1996, se convirtieron en el primer modelo con techo rígido retráctil totalmente automatizado desde el Ford Skyliner de 1959.
El modelo para el mercado japonés tomó su nombre del Galant GTO, un cupé de dos puertas y techo duro comercializado por la compañía a principios de los años 1970, que a su vez tomó su nombre del Ferrari 250 GTO, abreviatura de Gran Turismo Omologata, que significaba que había superado las regulaciones de homologación impuestas a los automóviles de carreras.

## Resumen

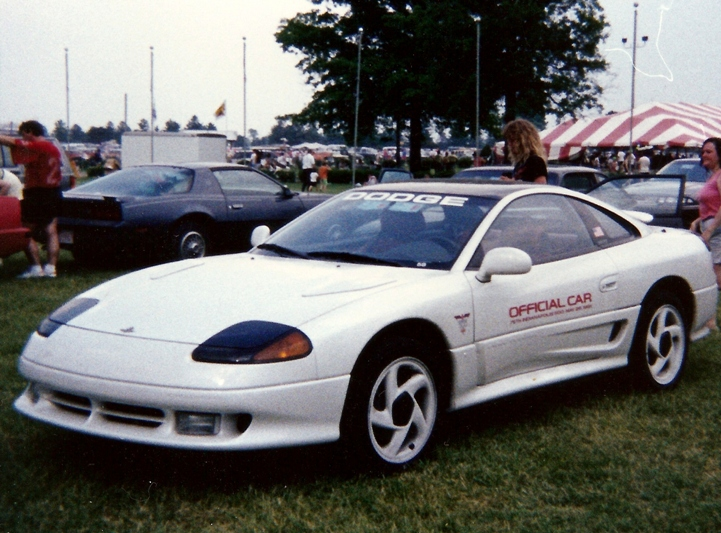
Auto de seguridad oficial Dodge Stealth de la Indy 500 de 1991.

Tras la exitosa exhibición de los prototipos HSR y HSX en el Salón del Automóvil de Tokio de 1989, el fabricante presentó el nuevo GTO como un gran turismo cupé de 2+2 asientos para competir con los Mazda Cosmo, Nissan 300 ZX, Subaru SVX y Toyota Supra. Retomaron la denominación GTO y el automóvil pasó a ser el buque insignia de la marca durante el resto de la década. Fuera de Japón se comercializó como Mitsubishi 3000GT y como Dodge Stealth, dado que a la empresa le preocupaba que los connaisseur del mundo automotriz se opusieran a que la denominación GTO, evocadora de los altamente respetados Ferrari 250 GTO y Pontiac GTO, se utilizara en un vehículo japonés.
Todos se construyeron en la misma línea de producción de la planta de Mitsubishi en Nagoya, Japón, con un total de 86 151 unidades. Su introducción en Japón coincidió con el debilitamiento de la economía local, posteriormente conocido como la "burbuja financiera e inmobiliaria".
Los GTO para el mercado doméstico se comercializaron en la cadena minorista Car Plaza del fabricante. Los compradores debían pagar una tasa de circulación anual adicional, así como impuestos elevados al estar clasificados fiscalmente como un automóvil grande.
Se propuso utilizar un Dodge Stealth como auto de seguridad en las 500 Millas de Indianápolis de 1991, hasta que la United Auto Workers (UAW) lo rechazó debido a su fabricación japonesa en lugar de estadounidense. Finalmente, se sustituyó por un prototipo del Dodge Viper. Finalmente utilizado como coche de seguridad de repuesto, el ganador final de la carrera, Rick Mears, recibió un Dodge Stealth por ganar la carrera y los concesionarios vendieron ediciones de la réplica del coche de seguridad de repuesto, dado que el Viper no comenzó la producción hasta más tarde ese año.

## 1990–1993 Z16A

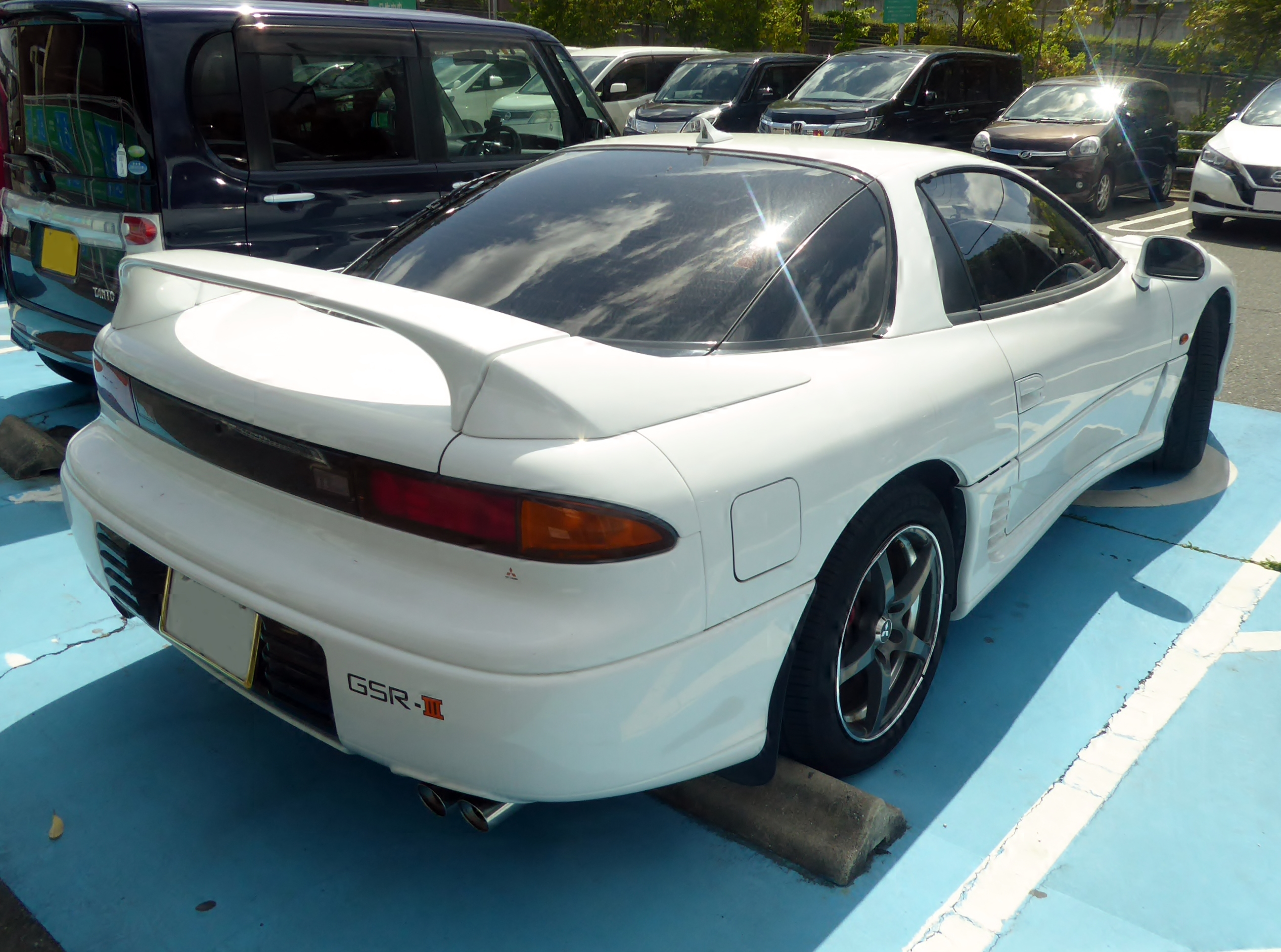
Vista trasera del E-Z16A.

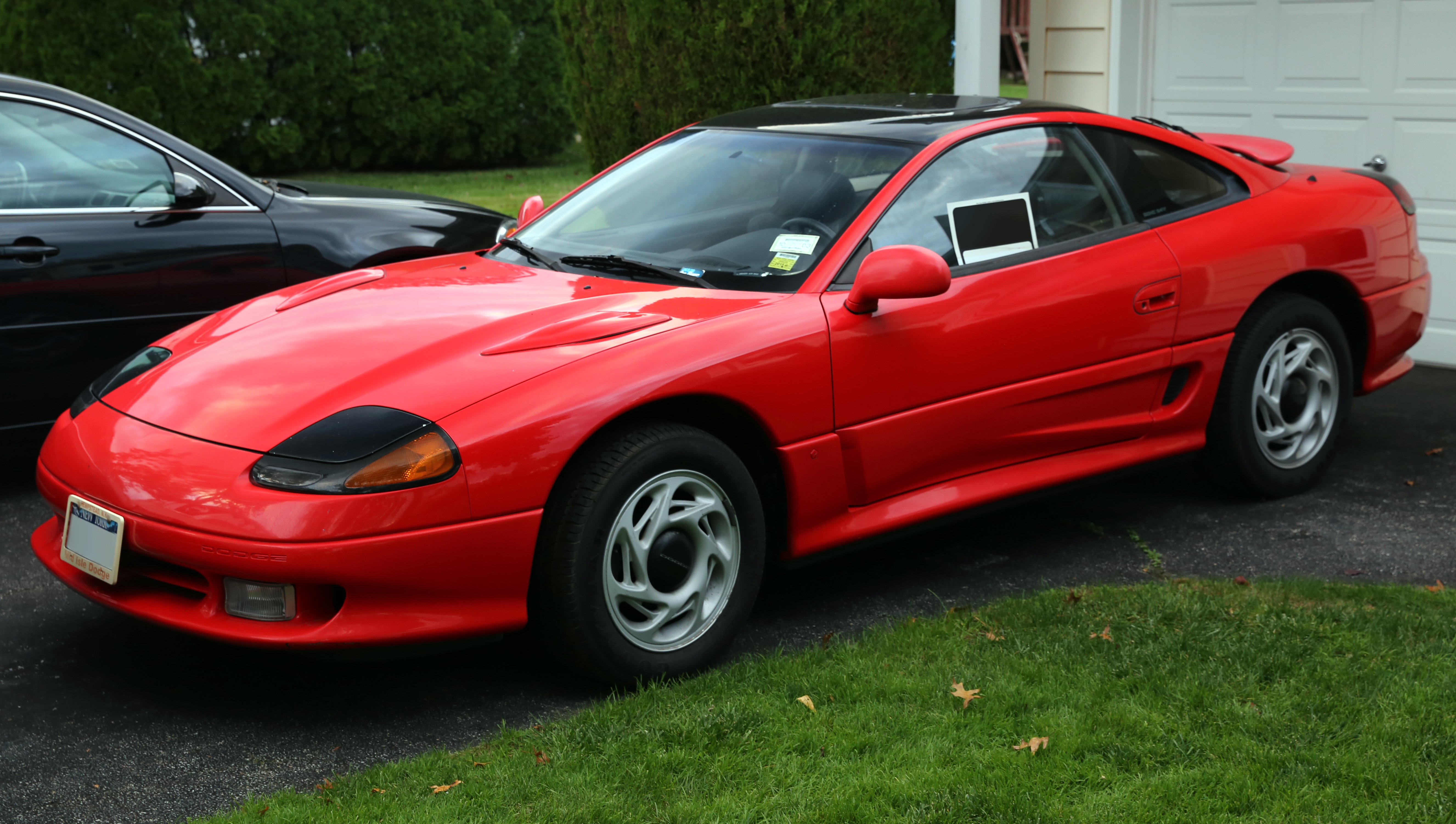
Dodge Stealth RT de 1991.

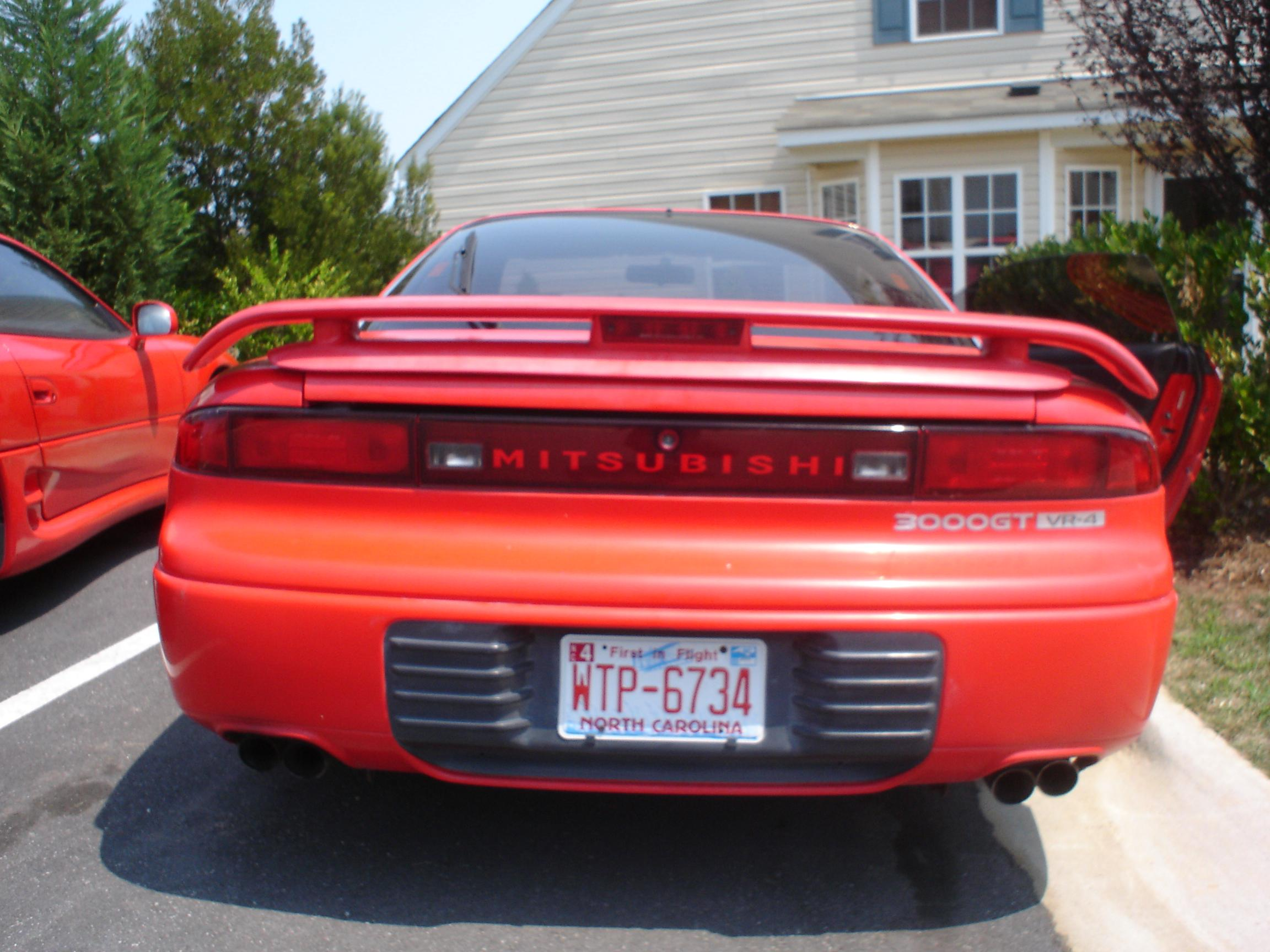
Vista trasera de un 3000GT VR-4 de 1992 con alerón Active Aero.

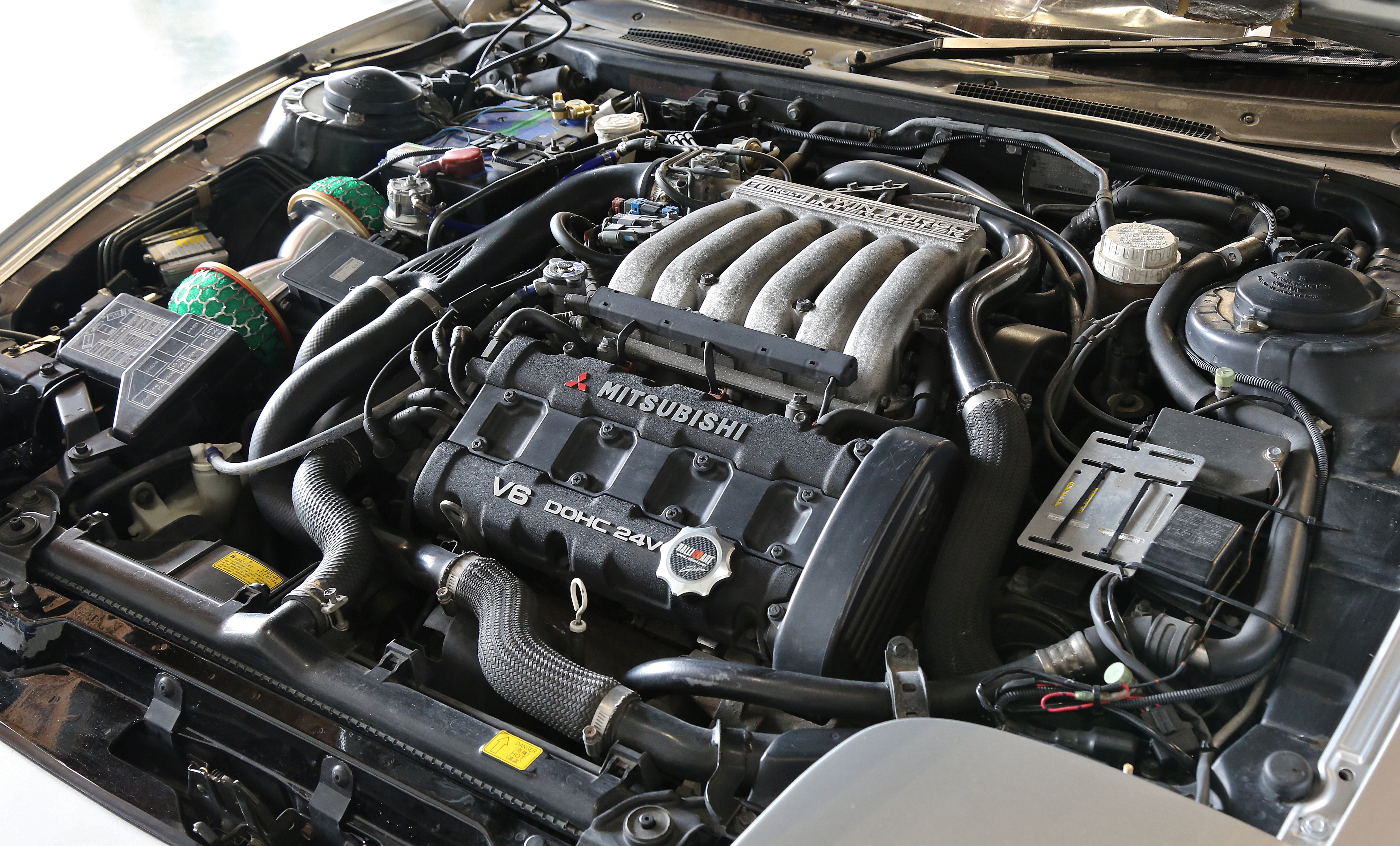
V6 DOHC 6G72 biturbo del E-Z16A de un GTO de 1992.

Los primeros modelos fueron denominados internamente como Z16A e incorporaron tracción en las cuatro ruedas, dirección en las cuatro ruedas, aerodinámica activa permanente con separador (splitter) delantero y spoiler trasero de ajuste automático, modos de escape deportivo/turismo y suspensión activa (ECS). El GTO, el 3000GT y el Stealth presentaban faros escamoteables y tapas articuladas en el cofre para acomodar los controladores ECS en la parte superior de las cabezas de los puntales. El Dodge Stealth presentaba un frontal exclusivo con la defensa delantera en forma de cruz y un alerón trasero en forma de media luna, que no incluía aerodinámica activa. En 1993, el motor pasó a usar un cigüeñal forjado, aunque algunos de los primeros modelos de 1993 todavía recibieron el cigüeñal obtenido por fundición empleado en los primeros años. En los Estados Unidos, tanto el Dodge Stealth R/T Turbo de 1991 a 1993 como el Mitsubishi 3000GT VR-4 recibieron el motor V6 de 24 válvulas montado transversalmente con una transmisión manual de cinco velocidades de relación larga. El modelo base Stealth fue el único que tenía ventanas de manivela sin el techo corredizo, con un peso de 1395 kg (3075 libras). Todos los demás modelos recibieron ventanas eléctricas, automáticas en el lado del conductor. El climatizador automático era estándar en todos los modelos turbo. El Stealth turbo pesaba 3800 libras (1724 kg), en comparación con las 3814 libras (1730 kg) del VR-4. El 3000GT sin turbo y con techo corredizo pesaba 3373 libras (1530 kg) y 3200 libras (1451 kg) sin el techo corredizo. Los asientos de cuero con ajuste electrónico venían de serie en todos los VR-4 para Estados Unidos, mientras que el GTO en Japón se ofreció con asientos de tela más ligeros.
Las revistas de la época elogiaron su brutal aceleración y agarre, gracias a su tracción a las cuatro ruedas. En 1993, todos los dispositivos electrónicos todavía eran estándar en el modelo VR-4, con revistas que indicaban tiempos de aceleración de 0 a 60 mph (0 a 97 km/h) que iban desde menos de 5 segundos a 6.3 segundos y tiempos para el 1/4 de milla (402 m) de 13.6-13.9 segundos y una velocidad punta de 95 a 98 mph (153 a 158 km/h) Dodge anunciaba una aceleración de 0 a 60 mph (0 a 97 km/h) de 4.89 segundos para los modelos RT turbo de 1991. Solamente los modelos 3000GT fuera de Japón se podían configurar con tracción delantera en lugar de tracción total. En Japón, el GTO SR básico incluía tracción total y no se ofreció ninguna versión con tracción delantera. El GTO SR tenía cifras de potencia de salida similares a las de la especificación estadounidense 3000GT SL y se ofrecía con una transmisión manual de cinco velocidades o automática de cuatro velocidades diferente. Las transmisiones de los modelos japoneses tenían diferentes relaciones de transmisión y un número de pieza diferente. Los compradores japoneses no recibieron el motor SOHC V6 que era estándar en el modelo base Dodge Stealth y la especificación estadounidense del 3000GT a partir de 1997. Los compradores japoneses tenían la opción de un motor DOHC V6 de aspiración natural y de un DOHC V6 biturbo.
En Europa, en lugar de los turbocompresores TD04-09B utilizados en los modelos Twin Turbo japoneses y estadounidenses, el modelo con especificaciones de la UE recibió los turbocompresores TD04-13G de mayor capacidad. Si bien la potencia de salida no era más alta que la de los otros modelos del mercado contemporáneos, disponían de temperaturas de descarga más bajas para soportar mejor las altas velocidades prolongadas posibles en las autopistas de Alemania, junto con una transmisión mejorada. El motor rendía 286 CV (210 kW; 282 HP), pero las modificaciones previstas requirieron un tiempo y los modelos europeos solamente salieron a la venta en el otoño de 1992. En 1994, Mitsubishi lanzó una edición limitada de lo que ahora era la generación anterior 3000GT, con la marca "Beckenbauer Edition", en un homenaje al exfutbolista alemán Franz Beckenbauer. Todos estaban pintados de amarillo Lamborghini y disponían de un escape deportivo Remus, rines OZ Futura, una placa numerada firmada por Beckenbauer y un sistema de telefonía móvil C-net. Solamente se fabricaron 30 unidades, que fueron vendidos hasta 1995.
| Modelo                                                                                                | Distribución               | Aspiración | Potencia máxima                    | Par máximo                      |
| --- | -------------------------- | ---------- | ---------------------------------- | ------------------------------- |
| Dodge Stealth (Estados Unidos, Canadá)                                                                | SOHC 2 válvulas x cilindro | Natural    | 164 HP (166 CV; 122 kW) @ 5500 rpm | 250 N·m (184 lb·pie) @ 4000 rpm |
| Mitsubishi GTO SR (Japón)                                                                             | DOHC 4 válvulas x cilindro | Natural    | 222 HP (166 kW; 225 CV) @ 6000 rpm | 275 N·m (203 lb·pie) @ 4500 rpm |
| Mitsubishi 3000GT, 3000GT SL (Estados Unidos); Dodge Stealth ES, Stealth R/T (Estados Unidos, Canadá) | DOHC 4 válvulas x cilindro | Natural    | 222 HP (166 kW; 225 CV) @ 6000 rpm | 272 N·m (201 lb·pie) @ 4500 rpm |
| Mitsubishi GTO Twin Turbo (Japón)                                                                     | DOHC 4 válvulas x cilindro | Biturbo    | 276 HP (280 CV; 206 kW) @ 6000 rpm | 417 N·m (308 lb·pie) @ 2500 rpm |
| Mitsubishi 3000GT VR-4 (Estados Unidos); Dodge Stealth R/T Twin-Turbo (Estados Unidos, Canadá)        | DOHC 4 válvulas x cilindro | Biturbo    | 300 HP (304 CV; 224 kW) @ 6000 rpm | 417 N·m (308 lb·pie) @ 2500 rpm |
| Mitsubishi 3000GT (Europa)                                                                            | DOHC 4 válvulas x cilindro | Biturbo    | 282 HP (286 CV; 210 kW) @ 6000 rpm | 407 N·m (300 lb·pie) @ 3000 rpm |

## 1994-1997 Z15A (2WS) y Z16A (4WS)

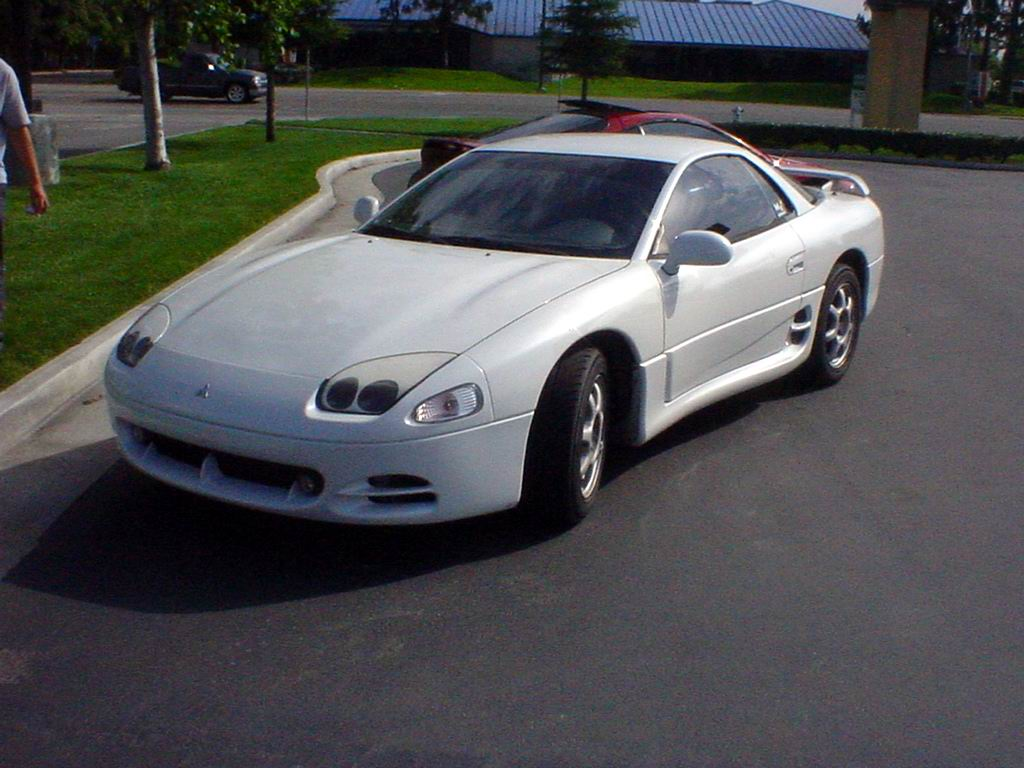
Modelo base 3000GT de 1995.

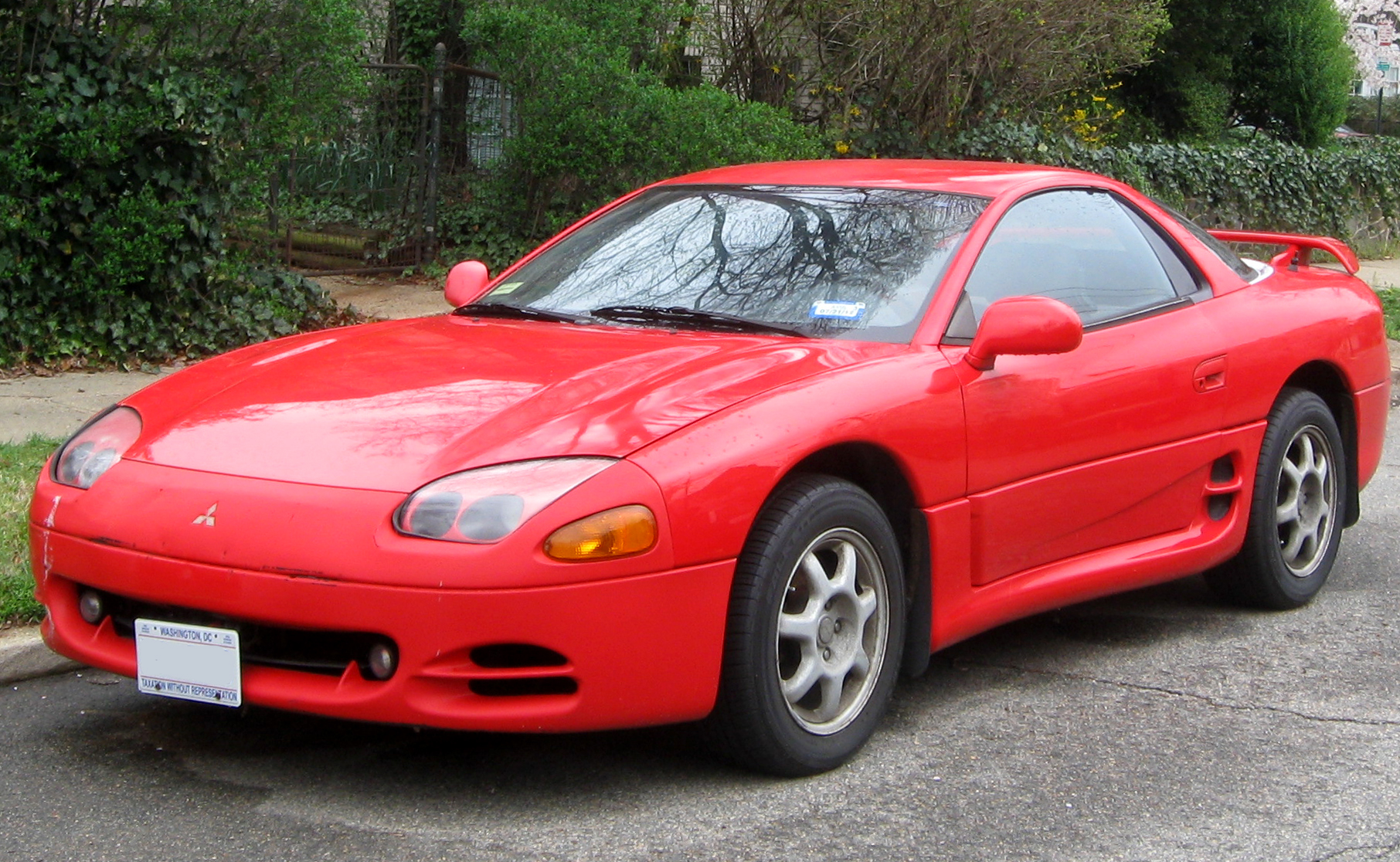
Mitsubishi 3000GT en Washington D. C. en 2012.

Los modelos sometidos a un rediseño fueron designados internamente como Z15A (2WS) y Z16A (4WS), los cuales presentaban defensa delantera revisada para acomodar el faro y el de las luces antiniebla. Se presentaron en agosto de 1993 en Japón y gradualmente se abrieron camino a otros mercados a medida que los modelos anteriores se agotaron. Algunos mercados no obtuvieron estos modelos hasta 1996, como el Reino Unido. Las tapas del cofre se reemplazaron con cápsulas de chapa metálica integradas y se agregaron salidas de aire laterales y defensa trasera revisados. El interior se rediseñó incorporando bolsas de aire dobles, un nuevo sistema de audio y el refrigerante del aire acondicionado revisado. Los motores de los modelos biturbo recibieron un aumento a 320 HP (324 CV; 239 kW) y un incremento en el par de 307 a 315 lb·pie (416 a 427 N·m). Los modelos japoneses vieron mejorado su par máximo, pero la potencia nominal se mantuvo sin cambios en 280 CV (206 kW; 276 HP).
El modelo VR-4 pasó a incluir una transmisión manual Getrag de seis velocidades con relaciones de cambio revisadas, especialmente en marchas más bajas como la tercera, alcanzando hasta aproximadamente 107 mph (172 km/h), en comparación con la tercera velocidad de la primera generación 3000GT VR-4, que llegaba hasta 120 mph (193 km/h). Combinaciones de rueda más grandes se proporcionaron a partir de 1995. El modelo base y el SL recibieron rines de 16 pulgadas (40,6 cm) en plata o cromo con neumáticos 225/55, mientras que el VR4 tenía rines cromados de 18 pulgadas (45,7 cm) con neumáticos 245/40, aunque el Spyder tenía los estándar de 17 pulgadas (43,2 cm) con neumáticos de 1994 de un perfil más alto para soportar las 400 libras (181 kg) adicionales de peso. Con los posteriores aumentos de precio, se suprimieron algunos elementos: el escape ajustable se eliminó gradualmente después del modelo del año 1994, el ECS después del modelo de 1995 y la aerodinámica activa desapareció después de 1996. Este hecho también coincidió con el fin de las ventas del Dodge Stealth de importación cautiva por parte de Chrysler y, durante el resto de su carrera comercial, solamente estuvieron disponibles las versiones con la insignia de Mitsubishi.
Chrysler y Mitsubishi trabajaron con American Sunroof Company (ASC) para diseñar y convertir el 3000GT en un modelo con techo duro retráctil, comercializado como Spyder VR4 para los modelos de los años 1995 y 1996.
En 1995, el 3000GT Spyder de Mitsubishi estaba disponible en cuatro combinaciones de colores: rojo con interior de cuero gris, negro con interior de cuero marfil, blanco perla con gris y amarillo Martinica con interior de cuero marfil. En 1996, el 3000GT Spyder estaba disponible en rojo con interior de color canela, perla negra con cuero de color canela, perla blanca con interior de cuero de color canela y perla verde con cuero de color canela. Los SL Spyder solamente estaban disponibles con transmisión automática, mientras que el VR4 Spyder solamente estaba disponible con una transmisión manual de seis velocidades.

### GTO MR
El GTO MR apareció en el mercado japonés en agosto de 1994. El apodo "Mitsubishi Racing" o MR se ha utilizado en la mayoría de los Mitsubishi de alto rendimiento, como el Lancer Evolution, que generalmente significa un modelo más ligero. El GTO MR era esencialmente un GTO Twin Turbo ligero, en el que se eliminaron la dirección a las cuatro ruedas, el ABS, el ECS y la aerodinámica activa, pero era mecánicamente idéntico al GTO Twin Turbo normal. Los números de chasis del MR comienzan con Z15A. Esto permitió que la edición MR alcanzara un peso de 3637 libras (1650 kg). El sistema de tracción total presentado en el MR recibió la misma relación de reparto de potencia, con un 45% al eje delantero y 55% al trasero que los otros modelos turbo.
Best Motoring, un programa de televisión sobre automóviles japoneses, presentó el GTO MR de 1994 en una emisión de una hora de duración en el que superó al Nissan Skyline GT-R más ligero en más de 1 milla (1,6 km) en aceleración.

### Recepción
El rediseño de la segunda generación 3000GT fue bien recibido, especialmente la eliminación de los faros emergentes y el cofre más suave. A medida que pasaron los años, el sistema de escape ajustable se eliminó gradualmente en 1995 y la aerodinámica activa se eliminó gradualmente en 1996. La nueva transmisión de seis velocidades estaba bien adaptada y, combinada con la potencia y el par máximo adicionales, permitieron que el automóvil superara a sus rivales desde el principio. Un cambio notable fue el rediseño de los frenos, los modelos de diseño revisado recibieron pinzas ("calipers") traseras de dos pistones cerámicos y frenos delanteros más grandes que no mostraban signos de fatiga bajo un uso intensivo a diferencia de los primeros modelos. Las distancias de frenado se mantuvieron similares. Estos cambios hicieron que todos los modelos fueran más ligeros, el VR-4 pasó a pesar 3737 libras (1695 kg) y el SL 3263 libras (1480 kg).
Las pruebas en carretera en ese momento mostraron que la segunda generación del 3000GT VR-4 era capaz de alcanzar 60 mph (97 km/h) en 4.8-5.4 segundos y el 1/4 de milla (402 m) en 13.5 segundos hasta las 101 a 105 mph (163 a 169 km/h), haciéndolo más rápido en línea recta que el Nissan 300 ZX Twin Turbo y que el Mazda RX-7 Twin Turbo. Aunque pesado, podría moverse rápidamente por trazados sinuosos, mostrando un comportamiento de subviraje y una sensación de peso por delante del eje delantero.
| Modelo | Distribución               | Aspiración | Potencia máxima                    | Par máximo                      |
| --- | -------------------------- | ---------- | ---------------------------------- | ------------------------------- |
| Dodge Stealth (Estados Unidos, Canadá)                                                                                           | SOHC 2 válvulas x cilindro | Natural    | 161 HP (163 CV; 120 kW) @ 5500 rpm | 251 N·m (185 lb·pie) @ 4000 rpm |
| Mitsubishi 3000GT, 3000GT SL, 3000GT SL Spyder (Estados Unidos); Mitsubishi GTO SR (Japón); Stealth R/T (Estados Unidos, Canadá) | DOHC 4 válvulas x cilindro | Natural    | 222 HP (225 CV; 166 kW) @ 6000 rpm | 277 N·m (204 lb·pie) @ 4500 rpm |
| Mitsubishi GTO Twin Turbo, GTO MR (Japón)                                                                                        | DOHC 4 válvulas x cilindro | Biturbo    | 276 HP (280 CV; 206 kW) @ 6000 rpm | 427 N·m (315 lb·pie) @ 2500 rpm |
| Mitsubishi 3000GT VR-4, 3000GT VR-4 Spyder (Estados Unidos); Dodge Stealth R/T Twin-Turbo (Estados Unidos, Canadá)               | DOHC 4 válvulas x cilindro | Biturbo    | 320 HP (324 CV; 239 kW) @ 6000 rpm | 427 N·m (315 lb·pie) @ 2500 rpm |

## 1997-2000 Z15AM

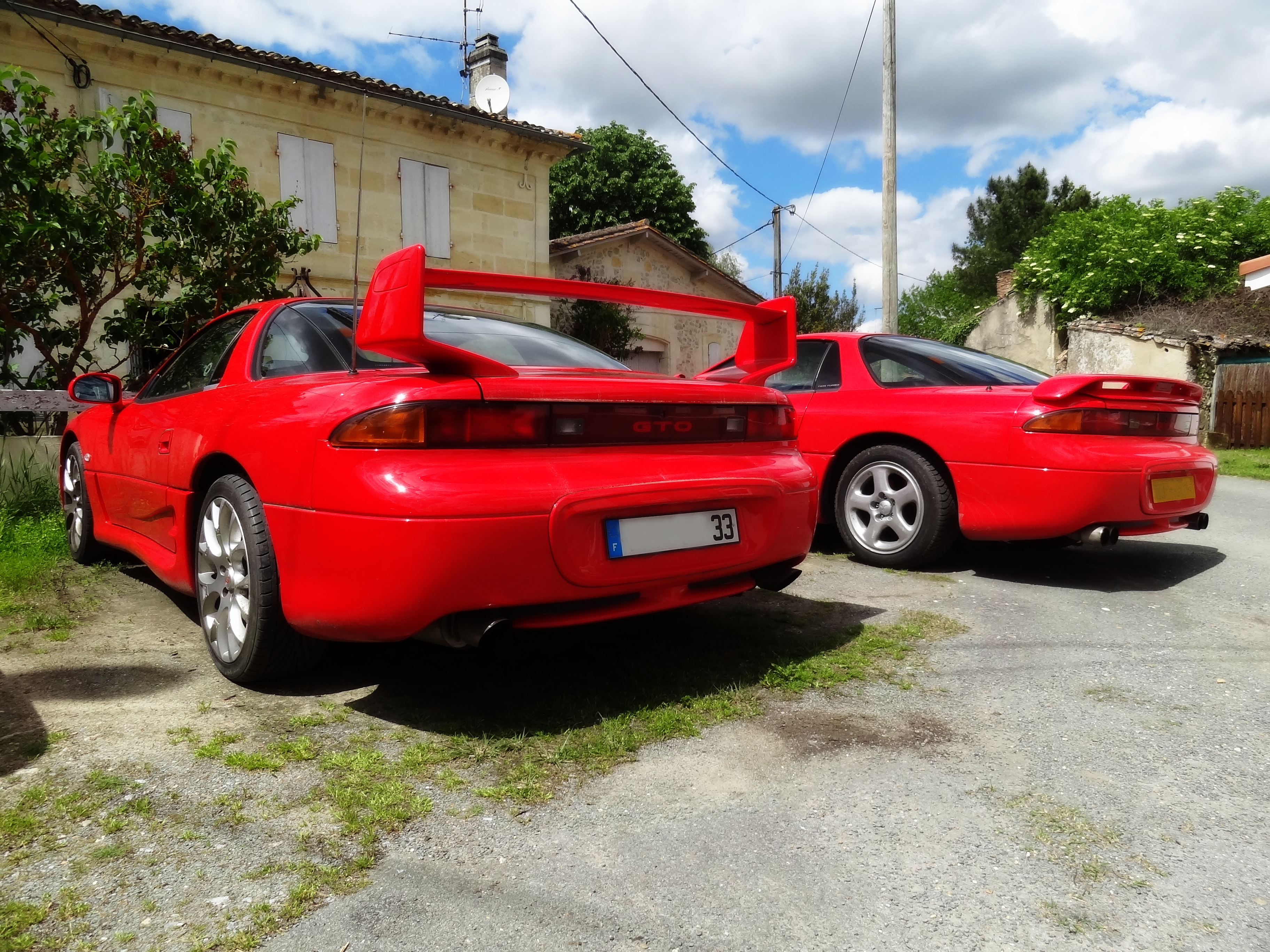
El VR-4 de 1999 contó con un distinguido alerón de perfil aerodinámico invertido.

El V6 con árbol de levas a la cabeza que anteriormente estaba solamente disponible en el modelo base Stealth, se agregó a la gama de Mitsubishi después de que se suspendiera la versión Dodge. Las ventas más lentas en el mercado estadounidense de automóviles deportivos llevaron a que se abandonara la ligera adaptación planificada para 1997 consistente en ajustes cosméticos menores, incluida una nueva defensa delantera y un alerón arqueado en forma de arcoíris. Los 3000GT con motor SOHC tenían un peso de 3131 libras (1420 kg) y notaron que no se ofrecieran con el techo corredizo ni con los asientos de cuero. En 1999, el coche recibió otro cambio de imagen exterior, incluido una nueva defensa delantera más agresiva, faros, direccionales, paneles de vela y un verdadero alerón de perfil aerodinámico invertido, denominado "Ala de combate" en el VR-4 de 1999 para distinguirlo de los modelos anteriores. Los modelos sin turbo de 1999 mantuvieron el alerón de estilo arqueado. 1999 sería el último año en que el 3000GT estuvo disponible en el mercado estadounidense. Con las ventas disminuyendo a un mínimo y las inminentes nuevas regulaciones sobre choques laterales, la producción para el mercado doméstico japonés finalmente cesó en 2000. Los dos últimos coches se vendieron al año siguiente. En una prueba de Popular Mechanics, el VR-4 alcanzó el 1/4 de milla (402 m) en 13.44 segundos a 101,7 mph (163,7 km/h).
| Modelo                                                           | Distribución               | Aspiración | Potencia máxima                    | Par máximo                      |
| ---------------------------------------------------------------- | -------------------------- | ---------- | ---------------------------------- | ------------------------------- |
| Mitsubishi 3000GT (Estados Unidos)                               | SOHC 2 válvulas x cilindro | Natural    | 160 HP (162 CV; 119 kW) @ 5500 rpm | 250 N·m (184 lb·pie) @ 4000 rpm |
| Mitsubishi 3000GT SL (Estados Unidos); Mitsubishi GTO SR (Japón) | DOHC 4 válvulas x cilindro | Natural    | 222 HP (225 CV; 166 kW) @ 6000 rpm | 277 N·m (204 lb·pie) @ 4500 rpm |
| Mitsubishi GTO Twin Turbo, Mitsubishi GTO MR (Japón)             | DOHC 4 válvulas x cilindro | Biturbo    | 276 HP (280 CV; 206 kW) @ 6000 rpm | 427 N·m (315 lb·pie) @ 2500 rpm |
| Mitsubishi 3000GT VR-4 (Estados Unidos)                          | DOHC 4 válvulas x cilindro | Biturbo    | 320 HP (324 CV; 239 kW) @ 6000 rpm | 427 N·m (315 lb·pie) @ 2500 rpm |

## Plataforma Z11A
El código de chasis Z11A se usó para el 3000GT ES y SL, así como para el Dodge Stealth base. Los Mitsubishi carecían de la inscripción "Twin Turbo" en las ventanas falsas. Los Dodge tenían defensas diferentes a los de los coches con turbo. Estos tenían selector de tracción delantera, pero carecían de dirección en las cuatro ruedas y aerodinámica activa. Venían con una transmisión manual de cinco velocidades F5M33 o automática. Tanto el motor V6 6G72 DOHC como el SOHC se ofrecieron en esta plataforma, siendo el DOHC el más potente.